# Якурнов, Иван Федотович
Ива́н Федо́тович Якурно́в (25 октября [7 ноября] 1912, Нолинский уезд, Вятская губерния — 30 июля 2000, Ульяновск) — советский лётчик-штурмовик, Герой Советского Союза (1944), участник Великой Отечественной войны в должности командира эскадрильи 92-го гвардейского штурмового авиационного полка 4-й гвардейской штурмовой авиационной дивизии 2-й воздушной армии 1-го Украинского фронта.

## Биография
Родился 25 октября [7 ноября] 1912 в деревне Емаевщина в семье крестьянина. Русский. Окончил рабфак, работал на заводе «Профинтерн» в Некрасовском районе Ярославской области. В 1938 году окончил Ульяновскую школу лётчиков-инструкторов Осоавиахима. Работал лётчиком-инструктором в Рыбинском аэроклубе.
В Красной Армии с августа 1942 года.
На фронтах Великой Отечественной войны с января 1943 года. Был командиром звена, эскадрильи, заместителем командира авиаполка по технике пилотирования. Воевал на Воронежском и 1-м Украинском фронтах. Член КПСС с 1943 года.
Участвовал в Курской битве, битве за Днепр, Житомирско-Бердичевской, Проскуровско-Черновицкой, Львовско-Сандомирской, Висло-Одерской, Берлинской и Пражской операциях, в том числе в боях за города Белгород, Киев, Житомир, Белая Церковь, Винница, Каменец-Подольский, Тернополь, Львов, Сандомир, Ченстохов, Бреслау (Вроцлав), Котбус, Берлин, Прага.
Командир эскадрильи 92-го гвардейского штурмового авиаполка гвардии старший лейтенант Якурнов к июню 1944 года совершил 109 боевых вылетов, из них 70 — на штурмовку войск противника, 18 — на разведку, 21 — на свободную «охоту», в которых уничтожил и повредил: 103 автомашины, 15 танков, 26 вагонов, 4 цистерны и горючим, 2 паровоза, 4 склада с боеприпасами, 5 полевых орудий, до 200 солдат и офицеров, в воздушных боях сбил 1 самолёт противника.
Указом Президиума Верховного Совета СССР от 26 октября 1944 года за образцовое выполнение боевых заданий командования на фронте борьбы с немецко-фашистскими захватчиками и проявленные при этом мужество и героизм гвардии старшему лейтенанту Якурнову Ивану Федотовичу присвоено звание Героя Советского Союза с вручением ордена Ленина и медали «Золотая Звезда» (№ 2275).
Всего за годы Великой Отечественной войны совершил 201 боевой вылет.
Эпизоды из послужного списка И. Ф. Якурнова:
- 28 марта 1944 года, командуя группой из восьми Ил-2, Якурнов атаковал прорвавшиеся танки в районе города Броды, в результате чего было уничтожено 4 танка и 3 автомашины.

- 3 апреля 1944 года с четвёркой штурмовиков атаковал штабы немецкой танковой дивизии и её подразделений в населённом пункте Борщув, уничтожив до 10 автомашин.

- 5 апреля 1944 года, командуя группой в шесть Ил-2, атаковал вражеские танки, двигавшиеся по дороге Бережаны — Подгайцы, в результате чего было уничтожено 4 танка и 4 автомашины. В воздушном бою был сбит один самолет Ме-109.
- 9 апреля 1944 года в составе 6 Ил-2 подверг интенсивной штурмовке станцию Ожидов-Олеско. Группа выполняла задание в сложных метеоусловиях на рассвете. Самолет Якурнова был подбит огнем ЗА. Благодаря мастерству и технике пилотирования подбитый самолет перетянул линию фронта и сел в распоряжении наших войск.

Всего в период с ноября 1943 года по начало июня 1944 года гвардии старший лейтенант Якурнов совершил 51 боевой вылет. А с учётом предыдущего количества число вылетов стало 109, за что вышестоящим командованием он был представлен к званию Героя Советского Союза.
- Летом 1944 года, накануне начала Львовско-Сандомирской операции, гвардии старший лейтенант Якурнов участвовал в боевых вылетах по нарушению железнодорожных перевозок в тылу врага на Львовском направлении, а в июле-сентябре — в штурмовках гитлеровских войск на завоёванном советскими войсками плацдарме в районе польского города Сандомир. Здесь самолёт комэска однажды был подбит, и лётчику с трудом удалось дотянуть до своего аэродрома. За бои на Сандомирском плацдарме Якурнов был награждён третьим орденом Красного Знамени.

- В операциях 1945 года гвардии капитан, а затем и гвардии майор Якурнов участвовал уже в должности заместителя командира полка по технике пилотирования.

- В апреле 1945 года Якурнов участвовал в прорыве обороны противника на реке Нейсе и в штурмовках окружённой вражеской группировки севернее города Котбус. За отличия в боях на завершающем этапе войны он был награждён орденом Отечественной войны 1-й степени. В Праге Якурнов встретил День Победы.

### После военная служба
С июля 1946 года майор И. Ф. Якурнов — в запасе. Окончил курс обучения в лётном центре ГВФ в городе Баку. Жил в Ульяновске. Работал лётчиком-инструктором, диспетчером службы движения Ульяновской школы высшей лётной подготовки ГВФ. Перед выходом на пенсию работал в Ульяновском музее истории гражданской авиации на аэродроме Баратаевка (Ульяновск). Умер 30 июля 2000 года. Похоронен в Ульяновске на Северном (Ишеевском) кладбище.

## Награды
- Медаль «Золотая Звезда» Героя Советского Союза (26.10.1944, № 2275);
- орден Ленина (26.10.1944);
- три ордена Красного Знамени (27.08.1943; 07.11.1943; 28.10.1944);
- орден Александра Невского (07.06.1944);
- два ордена Отечественной войны I степени (08.06.1945; 06.04.1985);
- орден Отечественной войны II степени (31.12.1943);
- орден «Знак Почёта»;
- медали.

## Память

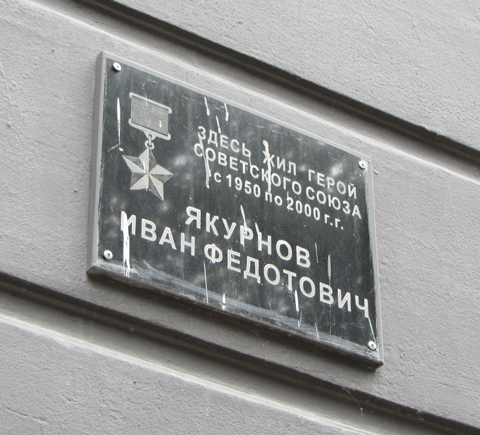
Памятная табличка на доме, где 50 лет прожил Иван Федотович Якурнов

Памятная доска Ивану Федотовичу Якурнову.

- Памятная доска Ивану Федотовичу Якурнову.В честь Ивана Федотовича названа улица в Заволжском районе Ульяновска.
- На доме в Ульяновске (ул. Гончарова, 56), где 50 лет жил И. Ф. Якурнов, установлена памятная доска.
- На территории Ульяновского высшего авиационного училища гражданской авиации установлен памятный знак[2].
- В 2012 году Министерство связи России выпустило ХМК — «Ульяновск. Лётчик И. Ф. Якурнов»[3].

## Комментарии
1. ↑  Деревня Емаевщина, относившаяся к Зыковской, затем — к Нолинской волости Нолинского уезда, в последующем входила в состав Лудяно-Ясашинского сельсовета Нолинского района Кировской области; не сохранилась[1].